# ریزبرنامه‌سازی
ریزبرنامه‌سازی طراحی و تولید ریزبرنامه است. ریزبرنامه مجموعه‌ای از دستورها است که عملیات واحد پردازش مرکزی رایانه را کنترل می‌کند.